# Zamarada dargei
Zamarada dargei är en fjärilsart som beskrevs av Fletcher 1974. Zamarada dargei ingår i släktet Zamarada och familjen mätare. Inga underarter finns listade i Catalogue of Life.